# トム・イーウェル
トム・イーウェル（Tom Ewell、1909年4月29日 - 1994年9月12日）は、アメリカ・ケンタッキー州出身の俳優。トミー・イーウェルと表記されることもある。
マリリン・モンローの代表作の1つ、映画『七年目の浮気』（1955年）の主演で知られる。映画版だけでなく、その原作となったオリジナルのブロードウェイ舞台劇（1952年 - 1955年）でも主演している。なお、舞台版ではトニー賞 演劇主演男優賞を、映画版ではゴールデングローブ賞 主演男優賞 (ミュージカル・コメディ部門)を受賞している。テレビや舞台を中心として活動し、映画の出演本数は多くない。

## 略歴
1909年にケンタッキー州オーエンズボロで生まれる。両親は法律家になることを望んでいたが、ウィスコンシン大学在学中に演劇に触れ、俳優になることを決める。1928年にプロの俳優として舞台でデビューし、1931年にニューヨークに移って、アクターズ・スタジオで学ぶ。1934年にブロードウェイデビューし、数々の舞台に立った後、1940年にハリウッドデビューするが、映画では役に恵まれず、映画デビュー後も舞台を中心に活動する。
第二次世界大戦が始まると海軍兵士として4年間従軍する。退役後、まず舞台に戻り、クラレンス・ダーウェント賞を受賞するなど、成功を収めたことをきっかけに、1949年の映画『アダム氏とマダム』で注目されるようになる。
1952年初演のブロードウェイ舞台劇『七年目の浮気』に主演し、トニー賞 演劇主演男優賞を受賞する。更に同作の1955年の映画化作品（共演：マリリン・モンロー）にも主演し、ゴールデングローブ賞 主演男優賞 (ミュージカル・コメディ部門)を受賞する。その後はテレビを中心に、舞台にも出演する。
1994年に死去。具体的な死因は公表されず、長い間闘病生活を送っていたことだけが遺族から明らかにされた。なお、イーウェルの母は長寿で、息子の死の4年後、1998年に105歳で亡くなっている。

## 主な出演作品

### 映画
| 公開年 | 邦題 原題                                                                  | 役名               | 備考                                                              |
| ------ | -------------------------------------------------------------------------- | ------------------ | ----------------------------------------------------------------- |
| 1949   | アダム氏とマダム Adam's Rib                                                | ウォレン           |                                                                   |
| 1950   | アメリカン・ゲリラ・イン・フィリピン American Guerrilla in the Philippines | ジム・ミッチェル   |                                                                   |
| 1955   | 七年目の浮気 The Seven Year Itch                                           | リチャード         | ゴールデングローブ賞 主演男優賞 (ミュージカル・コメディ部門) 受賞 |
| 1956   | スカートをはいた中尉さん The Lieutenant Wore Skirts                        | グレゴリー         |                                                                   |
| 1956   | 女はそれを我慢できない The Girl Can't Help It                              | トム・ミラー       |                                                                   |
| 1962   | 夜は帰って来ない Tender Is the Night                                       | エイブ・ノース     |                                                                   |
| 1962   | ステート・フェア State Fair                                                | アベル             |                                                                   |
| 1970   | 戦争ゲーム American Guerrilla in the Philippines                           | ジョー・デイヴィス |                                                                   |
| 1972   | 大捜査 They Only Kill Their Masters                                        | ウォルター         |                                                                   |
| 1983   | イージー・マネー/一獲千金 Easy Money                                       | スクラップルトン   |                                                                   |

## テレビシリーズ
| 放映年    | 邦題 原題                                  | 役名               | 備考                     |
| --------- | ------------------------------------------ | ------------------ | ------------------------ |
| 1960-1961 | フレーフレーぱぱ! The Tom Ewell Show       | トム・ポッター     | 32エピソード             |
| 1971-1973 | 西部二人組 Alias Smith & Jones             | トレッド           | 1エピソード              |
| 1975-1978 | 刑事バレッタ Baretta                       | ビリー・トルーマン | 37エピソード             |
| 1981-1982 | Best of the West                           | Doc Kullens        | 22エピソード             |
| 1986      | ジェシカおばさんの事件簿 Murder, She Wrote | ジョシュ・コービン | エピソードTrial by Error |